# 反苏

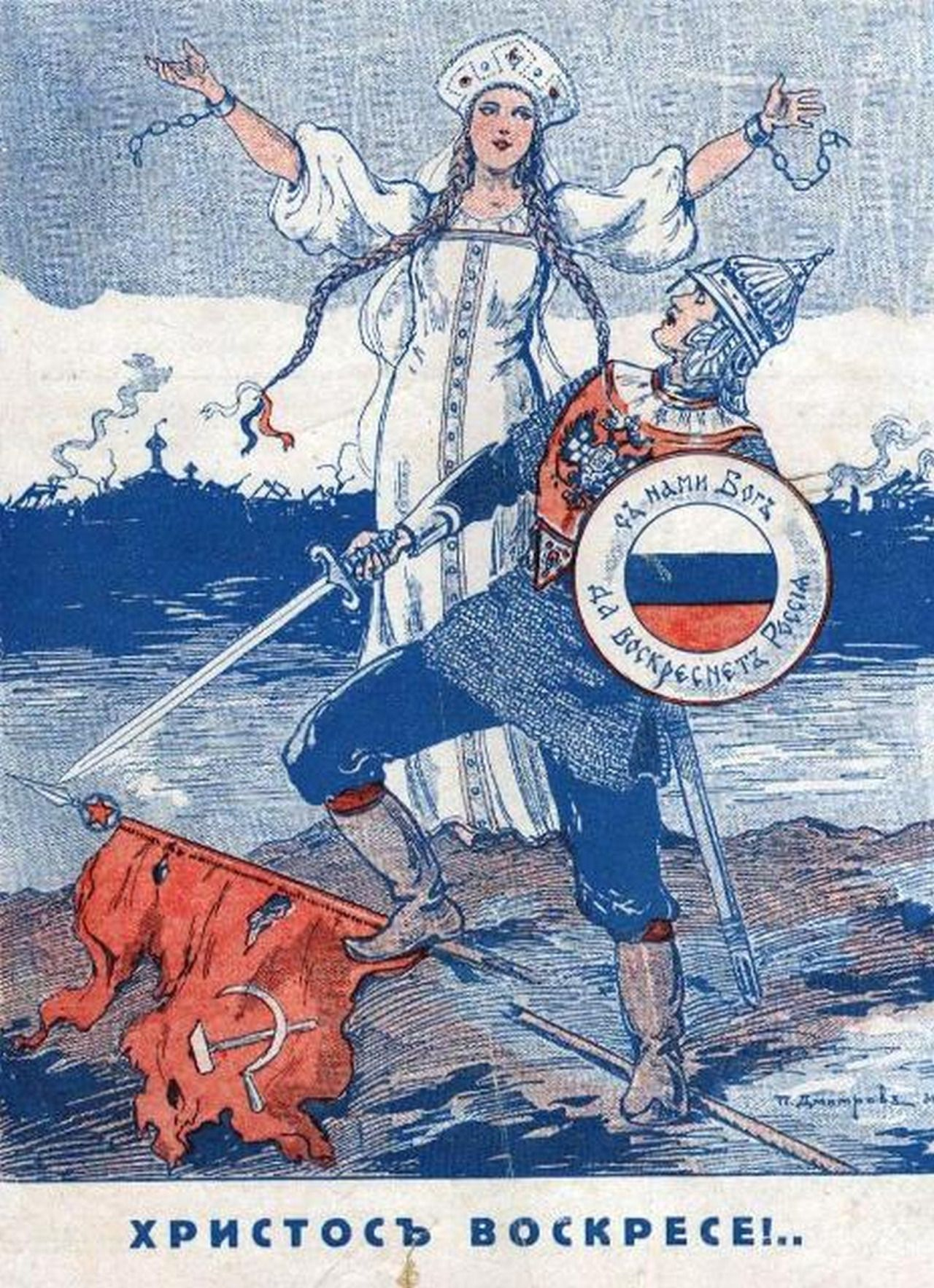
1932年的白俄反布爾什維克海報

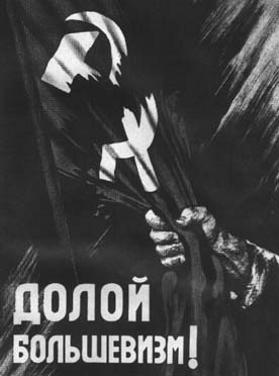
纳粹德国在其占领的苏联领土下发布的宣传海报，上面用俄语写着“打倒布尔什维克！（Долой большевизм!）”

反苏（俄语：Антисоветизм；或称反苏联）是苏联共产党当政时期的一个政治措辞，指的是实质或被认定支持反对苏联政府的个人和行为。與親蘇相對。

## 定义
反苏总共有四种不同的意思：
- 去斯大林化之前的苏联和中华人民共和国的定义：
  - 在国际政治上，指的是在根本意识形态上反对苏联的国家，例如美国和纳粹德国及中华民国。
  - 指的是俄国革命和俄国内战期间反对布尔什维克的势力。
  - 指的是马克思列宁主义所定义的修正主义国家（例如南斯拉夫）和早期反对斯大林主义的代表人物（例如托洛茨基）。也包括在斯大林逝世后因执行去斯大林化政策而被定性为修正主义者的部分苏联领导人，如赫鲁晓夫、勃列日涅夫和戈尔巴乔夫等人。

- 去斯大林化之后的苏联和西方的定义：
  - 在斯大林逝世后因苏联去斯大林化政策而与苏联关系恶化的国家，例如中苏交恶后的中华人民共和国及苏阿决裂后的阿尔巴尼亚人民共和国。
  - 指的是被认定参加反政府行为的苏联人民。